# Sluchový klam
Sluchový klam je klam, který je sluchovým ekvivalentem optického klamu: posluchač buď slyší zvuky, které v podnětu nejsou přítomné, anebo „nemožné“ zvuky. Sluchové klamy obvykle zvýrazňují oblasti, v nichž se vnímání lidským sluchem a mozkem jako organickými nástroji přežití odlišuje (k lepšímu nebo horšímu) od záznamu dokonalými zvukovými receptory.

## Příklady
Příklady sluchových klamů:
- Binaurální rázy
- Efekt chybějícího základního tónu způsobený ostatními složkami harmonické řady
- Franssenův jev
- Glissandový klam
- Klamná spojitost tónů
- Klamná diskontinuita
- McGurkův jev
- Melodie s konstantním spektrem
- Oktávový klam
- Různé psychoakustické efekty při ztrátové komprimaci zvuku
- Sluchová pareidolie: Sluchově nerozlišitelné hlasy v náhodném šumu.
- Shepardův-Rissetův tón
- Tritónový paradox

Sluchové klamy efektivně využívali hudební skladatelé, například Ludwig van Beethoven (Leonore), Alban Berg (Wozzek), Ernst Krenek (Spiritus Intelligentiae Sanctus), György Ligeti (Klavírní etudy, Houslový koncert, Dvojí koncert pro flétnu, hoboj a orchestr), Arthur Honegger (Pazific), Manfred Stahnke (Partota), Hans Peter Reutter (Shephardova flétna z orchestrální sady čís. 1).